# General Electric GE38
Le General Electric GE38 est un turbomoteur de conception américaine en cours de développement (2017). Conçu par GE Aviation pour être à la fois utilisé comme turbomoteur ou turbopropulseur, il a actuellement pour objectif de propulser le Sikorsky CH-53K King Stallion, portant alors la désignation de T408.

## Conception et développement
Un premier turbomoteur, le GE27, fut développé au début des années 1980 sous le nom de projet « Modern Technology Demonstrator Engines » (Moteurs démonstrateurs de technologie moderne), soutenu par l’Aviation Applied Technology Directorate (en) de l’US Army. Ce moteur échoua toutefois à propulser le V-22 Osprey, mais la réussite de sa mise au point donna naissance à un consortium civil (CFE Company (en)) et à un turbofan dérivé, le CFE738.
À la fin des années 1980, General Electric utilisa le GE27 comme base de développement pour son moteur commercial GE38. Le GE38 devint alors le turbopropulseur T407, en partenariat avec Lycoming Engines, et devant propulser le Lockheed P-7 (en), avec une puissance maximale au décollage de 6 000 ch (4 475 kW). Le programme du P-7 fut toutefois annulé en 1990, ainsi que le moteur qui devait l'équiper. La version commerciale du T407 fut le GLC38, qui fut proposé pour plusieurs avions de ligne civils du début des années 1990 mais ne connût aucun succès.
Le nouveau moteur T408 (en interne GE38-1B) est conçu pour propulser le futur hélicoptère lourd trimoteur Sikorsky CH-53K King Stallion de l'US Marine Corps. Il développe une puissance de 7 500 ch. Le GE38 effectua sa première série d'essais au sol en mai 2010. En novembre 2011, deux moteurs de tests avaient réalisé plus de 1 000 heures de fonctionnement, puis cinq autres moteurs allaient être utilisés dans un programme de tests de 5 000 heures de fonctionnement. General Electric proposa également son moteur pour propulser l'aéroglisseur Ship-to-Shore Connector de l’United States Navy. En fin 2019 et début 2012, il est testé avec succès sur un Boeing CH-47 Chinook
Par rapport au T64 équipant la version précédente du CH-53, le GE38 offre 57 % de puissance supplémentaire, 18 % d'amélioration de sa consommation spécifique, et possède 63 % de pièces en moins. 
Par rapport au version du  Lycoming T55 équipant en 2021 les Chinook, ils offrent une augmentation de puissance de 54%.

## Versions et applications
- GE27 : Première tentative de développement d'un turbomoteur doté de technologies avancées, devant potentiellement équiper le V-22 Osprey mais restée sans suite ;
- CFE738 : Turbofan dérivé du concept du GE27, qui a connu un certain succès ;
- T407 (GE38) : Turbopropulseur prévu pour le Lockheed P-7 (en), projet annulé ;
- GLC38 : Version civile dérivée du T407, proposée pour équiper des avions civils du début des années 1990, également un échec commercial ;
- T408 (GE38-1B) : Turbomoteur qui équipera le Sikorsky CH-53K King Stallion[2], dont les premiers exemplaires opérationnels devraient être livrés courant 2017[9]. Remplaçant le General Electric T64, sa puissance est de 7 500 ch ;
- CPX38 : Version turbopropulseur proposée par GE, qui vise une réduction de consommation de l'ordre de 15 %[10]. Le constructeur tente également avec ce moteur de proposer à la vente des « kits » complets, comprenant nacelle, moteur et hélice. Cette idée est également étudiée par Pratt & Whitney Canada[10].